# Comuna Mîhailivka, Nîjnohirskîi
Mîhailivka (în ucraineană Михайлівка) este o comună în raionul Nîjnohirskîi, Republica Autonomă Crimeea, Ucraina, formată din satele Kunțeve, Mîhailivka (reședința) și Uiutne.

## Demografie
Componența lingvistică a comunei Mîhailivka
     Rusă (85,35%)
     Ucraineană (14,4%)
     Alte limbi (0,2%)
Conform recensământului din 2001, majoritatea populației comunei Mîhailivka era vorbitoare de rusă (85,35%), existând în minoritate și vorbitori de ucraineană (14,4%).